# René Simões
René Rodrigues Simões (ur. 15 grudnia 1952 w Rio de Janeiro), brazylijski piłkarz i trener piłkarski. Jako szkoleniowiec pracował m.in. w Zjednoczonych Emiratach Arabskich, Portugalii oraz Katarze. Od 1994 do 2000 roku był selekcjonerem reprezentacji Jamajki, z którą w 1998 roku jako pierwszy trener w historii wywalczył awans do finałów mistrzostw świata. Później z mniejszym powodzeniem prowadził Trynidad i Tobago. W ojczyźnie był szkoleniowcem m.in. reprezentacji juniorskich i młodzieżowych oraz drużyny narodowej kobiet.

## Kariera piłkarska
Przez całą piłkarską karierę związany był z klubem Bonsucesso FC.

## Kariera szkoleniowa
Pracę szkoleniową zaczynał pod koniec lat 70. w Serrano FC. Później przez trzy lata (od 1982 do 1985) prowadził zespół Al-Quadysia ze Zjednoczonych Emiratów Arabskich. Ponadto był trenerem klubów Mesquita, Portuguesa, Vitória SC (Portugalia) oraz katarskich Al-Haiah (1989) i Ar-Rajjan (1990–1993).
Od 1987 do 1988 był selekcjonerem juniorskich i młodzieżowych reprezentacji Brazylii. Z drużynami do lat 17 i 20 zdobył w 1988 roku mistrzostwo Ameryki Południowej.
Przez sześć lat był selekcjonerem reprezentacji Jamajki, którą w 1998 roku, jako pierwszy szkoleniowiec w historii, wprowadził do finałów mistrzostw świata. Później od 2001 do 2002 roku prowadził Trynidad i Tobago.
Był także szkoleniowcem żeńskiej reprezentacji Brazylii. W 2005 roku ponownie pracował w Vitórii Guimarães. Od początku 2006 roku jest opiekunem młodzieżowej drużyny narodowej Iranu.

## Sukcesy szkoleniowe
- Puchar Kataru 1989 z Al-Haiah
- mistrzostwo Kataru 1990 z Ar-Rajjan
- mistrzostwo Ameryki Południowej 1988 z reprezentacją Brazylii U-17
- mistrzostwo Ameryki Południowej 1988 z reprezentacją Brazylii U-20
- Puchar Karaibów 1998 oraz awans do mistrzostw świata 1998 i start w tym turnieju (zakończony odpadnięciem w fazie grupowej) z reprezentacją Jamajki
- Puchar Karaibów 2001 z reprezentacją Trynidadu i Tobago